# کیتا سایتو
کیتا سایتو (ژاپنی: 齋藤 恵太؛ زادهٔ ۳۱ مارس ۱۹۹۳) یک بازیکن فوتبال اهل ژاپن است.
از باشگاه‌هایی که در آن بازی کرده‌است می‌توان به باشگاه فوتبال فوکوشیما یونایتد، باشگاه فوتبال رواسو کوماموتو، باشگاه فوتبال میتو هولیهوک، باشگاه فوتبال ناگانو پارسیرو و باشگاه فوتبال بلاوبلیتز آکیتا اشاره کرد.